# ابراج الساعه
أبراج الساعة با نام پیشین أبراج البیت، مجموعه‌ای از هفت برج در مکه، عربستان سعودی است. سازندگان ساختمان‌ گروه سعودی بن لادن است. معمار آن شرکت‌های SL Rasch GmbH Special and Lightweight Structures و دارالهندسه است. این مجموعه که در مجاورت مسجدالحرام ساخته شده‌است در سال ۲۰۱۲ گشوده شد.
این هتل با ۶۰۱ متر ارتفاع، بلندترین برج عربستان سعودی، و با زیربنای دقیق ۸۱۴'۵۷۵'۱ مترمربع پس از مجتمع جهانی قرن جدید چین با حدود ۰۰۰'۷۵۶'۱ متر مربع  و ترمینال شماره ۳ فرودگاه بین‌المللی دبی با زیر بنای ۰۰۰'۷۰۰'۱ متر مربع هفتمین ساختمان بزرگ جهان است.هزینه ساخت این سازه ۳٫۲ میلیارد دلار آمریکا باشد. هتل برج قابلیت جا دادن ۱۰۰۰۰۰ مهمان را دارد.
ساعت موجود در برج ابراج البیت با قطر ۴۳ متر بزرگ‌ترین ساعت دنیاست.

## ساعت برج

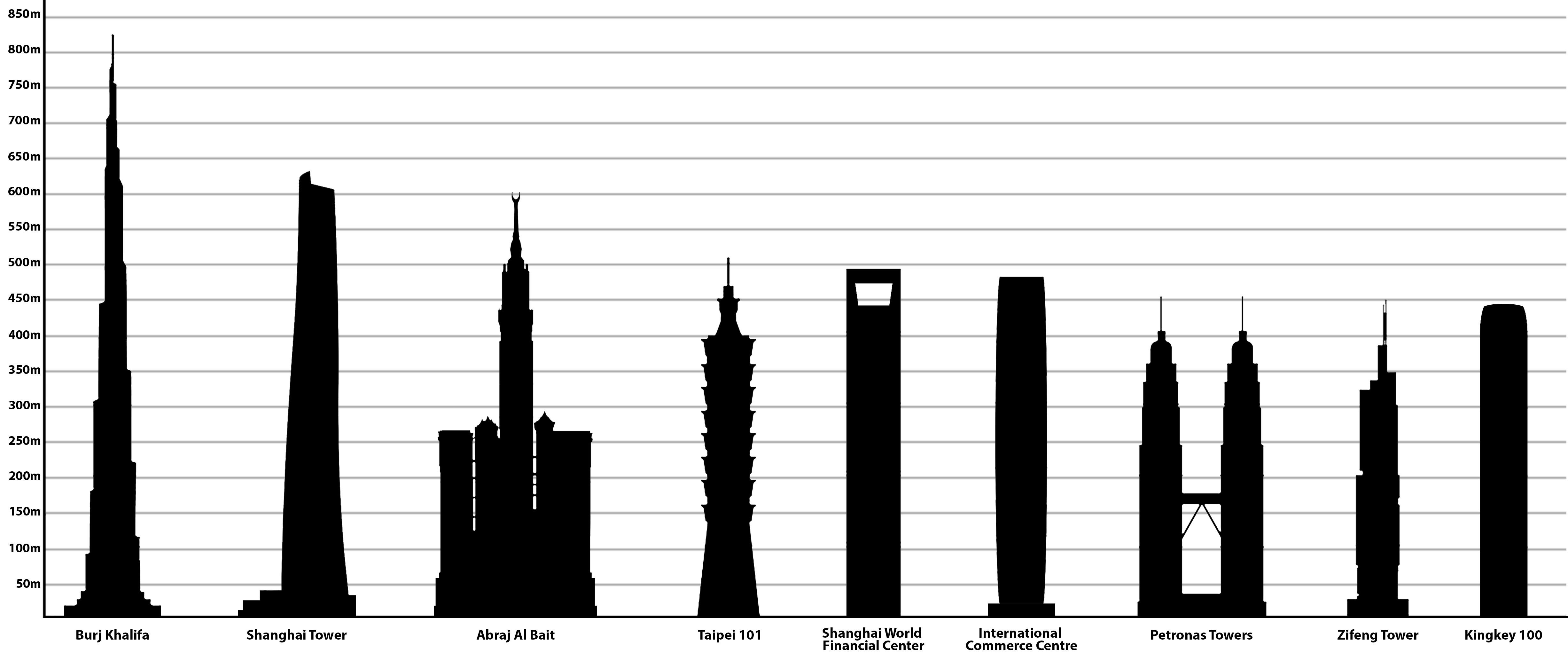
ابراج البیت در مقایسه با سایر سازه‌های بلند قاره ی آسیا

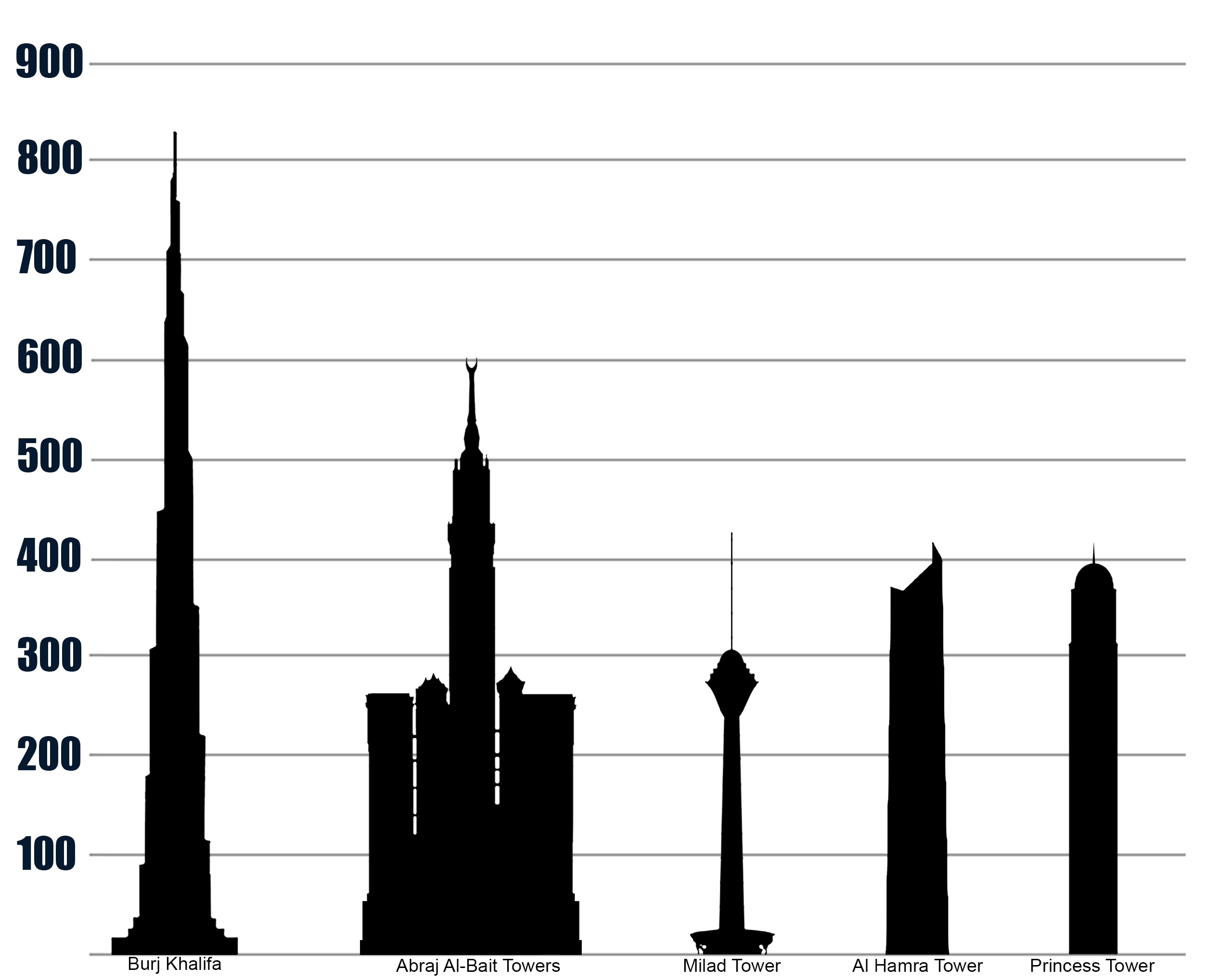
ابراج البیت در مقایسه با سایر سازه‌های بلند خاورمیانه.

در قسمت فوقانی برج، ساعتی چهار وجهی قرار گرفته‌است که عربستان سعودی، آن را به عنوان بزرگ‌ترین ساعت جهان معرفی کرده‌است. این ساعت، ساعت بیگ بن در لندن که روزگاری به عنوان بزرگ‌ترین ساعت چهار وجهی دنیا بوده و همچنین یدک کشنده فعلی این رکورد که برج ساعت آلن برادلی در میلواکی واقع در ایالت ویسکانسین در ایالات متحده آمریکا است را کوتاه‌تر جلوه می‌دهد؛ مساحت صفحات ساعت، بیش از پنج برابر بزرگ‌تر است. قطر هر کدام از چهار وجه ساعت ۱۵۱ فوت معادل ۴۶ متر می‌باشد که با دو میلیون لامپ ال ای دی همراه با نوشته عربی «الله اکبر» روشن می‌شود. ۲۱۰۰۰ لامپ سفید و سبز هم در بالای ساعت قرار گرفته‌اند که از فاصلهٔ ۱۹ مایلی معادل ۳۰ کیلومتر نمایان هستند. نماد دولت سعودی در مرکز هر یک از ساعت‌ها در زمینه صفحه نمایان شده‌است. صفحات ساعت همچنین از بهترین نمونه حال حاضر دنیا که ساعتی واقع در بازار جواهر در استانبول که یک وجه ۳۶ متری قرار گرفته در پشت بام نور گذر مجتمع فروشگاه است هم بزرگ‌تر می‌باشد.
سه ماه اجرای آزمایشی برای این ساعت از ۱۱ اوت ۲۰۱۰ برابر با اول رمضان ۱۴۳۱ هجری قمری آغاز شد. تا کنون تنها یکی از چهار وجه ساعت کامل شده‌است و با ۹۸ میلیون قطعه موزائیک شیشه‌ای پوشیده شده‌است. هر کدام از وجوه با عبارت «خدا بزرگ‌تر است» به زبان عربی منقوش و با هزاران لامپ رنگی تجهیز خواهند شد. ساعت از فاصلهٔ بیش تر از ۱۶ مایل معادل ۲۵ کیلومتر قابل مشاهده خواهد بود.
این ساعت را مهندسان آلمانی و سوئیسی طراحی کردند و به گفته وزارت اوقاف، کل پروژه ۸۰۰ میلیون دلار هزینه خواهد داشت. ساعت برج ساعت استاندارد عربی (۳GMT+) را نشان می‌دهد.

## خدمات
این برج دارای هتل‌های بین‌المللی، مغازه‌های طلا فروشی، آرایشگاه، پاساژ خرید، ساعت فروشی، سوپر مارکت لباس، لباس فروشی، کفش فروشی، کالاهای لوکس، نماز خانه، موزه اسلامی و رصدخانه برای رصد ماه در ماه رمضان و رستوران است. قیمت رستوران و مراکز خرید مقرون به صرفه است ولی قیمت هتل شبی ۲۵۰۰۰ دلار است. همچنین این برج دارای شعبه‌های مک دونالد و کی اف سی است. نماز خانه این برج ظرفیت ۱۰۰۰۰ نفر را دارد. این برج در واقع ترکیبی از هتل و پاساژ است. پنج طبقه پایین این برج فروشگاه و فودکورت بوده و طبقات بالایی آن‌کاربری‌های مختلف از قبیل هتل، اداری و … دارد. قیمت‌ها در فروشگاه‌های این برج به شدت گران بوده، بعنوان مثال یک نوع خرمای پیارم در این مرکز خرید به قیمت ۱۳۰ ریال عربستان به فروش می‌رسد. فودکورت این برج، غذاهای بسیار متنوعی دارد و اکثر برندهای فست فود از قبیل مک دونالد و کی اف سی و غیره در آن شعبه دارند. همچنین غذاهای هندی و پاکستانی و … وجود دارد. برای رسیدن به این برج باید از درب فهد مسجد الحرام خارج شید. این برج هفتمین برج بلند جهان و بلندترین برج کشور عربستان است.